# Die Kuranten

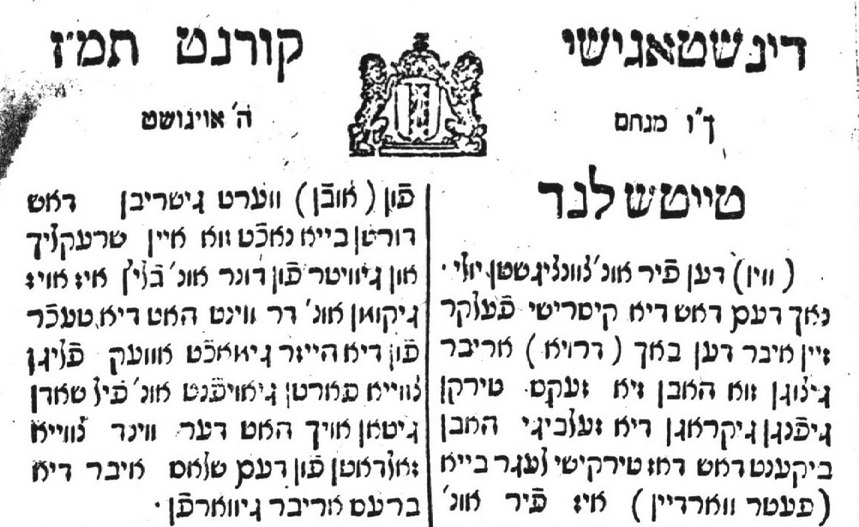
Der Dinstagische Kurant, 5. August 1687

Der Dinstagische und der Freitagische Kurant (Westjiddisch: דינסטאגישי קורנט und פרייטאגישי קורנט) waren die ersten jiddischen Zeitungen weltweit.
Sie erschienen von 1686 bis 1688 zweimal wöchentlich in Amsterdam und berichteten von Ereignissen aus der jüdischen Welt.